# Maurice A. Biot Medal
Die Maurice A. Biot Medal der American Society of Civil Engineers wird für besondere Leistungen im Bereich Mechanik poröser Medien verliehen. Sie ist nach Maurice A. Biot benannt.

## Preisträger
- 2003 Olivier P. Coussy
- 2004 Stephen Corteen Cowin
- 2005 James G. Berryman
- 2006 John W. Rudnicki
- 2007 James R. Rice
- 2008 Jean-Francois Allard
- 2009 Bernard A. Schrefler
- 2010 Robert W. Zimmerman
- 2011 Zdenek P. Bazant
- 2012 Alexander H.-D. Cheng
- 2013 Antony P. S. Selvadurai
- 2014 Arnold Verruijt
- 2015 Emmanuel Detournay
- 2016 Ronaldo I. Borja
- 2017 Ning Lu
- 2019 Younane N. Abousleiman
- 2020 Colin Atkinson
- 2021 Stein Sture
- 2022 Jian-Fu Shao
- 2025 Herbert Wang